# Gårmörttjärnen
Gårmörttjärnen är en sjö i Arvika kommun i Värmland och ingår i Göta älvs huvudavrinningsområde. Sjöns area är 0,016 kvadratkilometer och den är belägen 190 meter över havet.